# Лейнстерская книга
Лейнстерская книга (ирл. Lebor Laignech), ранее известная как Нугавальская книга (Book of Noughaval, Lebor na Nuachongbála) — средневековый ирландский манускрипт, записанный около 1160 года. В настоящее время хранится в дублинском Тринити Колледже.

## Описание

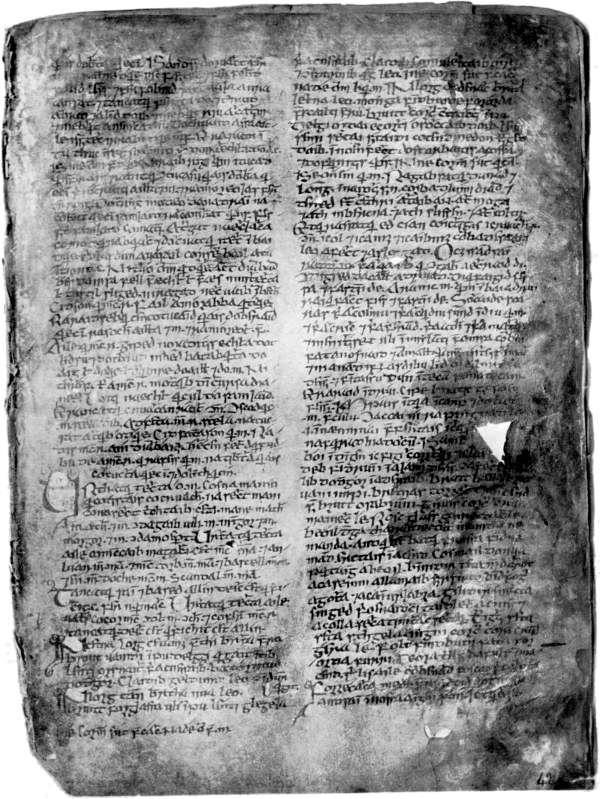
55-я страница (факсимиле), XVII век.

В манускрипте 187 листов, каждый приблизительно 13 на 9 дюймов (33 на 23 см). Примечания к ней подсказывают, что ещё 45 листов было утеряно.
Является одним из важнейших источников по средневековой ирландской литературе, генеалогии и мифологии, содержащая, в числе прочих, такие тексты, как «Книга захватов», наиболее полную версию «Похищения быка из Куальнге», «Старину мест», «Словарь Кормака» и адаптированный перевод на ирландский «De excidio Troiae Historia».
Текстуальное издание опубликовано Дублинским Институтом Специальных Исследований в шести томах в течение 29 лет.

## Автор
Очевидно, это работа одного писца/составителя — Аэд Уа Кримтайнна. По анналам, занесённым в манускрипт, можно сделать вывод, что он был записан между 1151 и 1201 годами, причём основная часть работы завершена, скорее всего, в 1160-е годы.